# Lista de bairros de Limeira
Este anexo lista os bairros (loteamentos) da cidade de Limeira:

## Bairros
- Abílio Pedro I Etapa, Pq. Res.
- Abílio Pedro II Etapa, Pq. Res.
- Abílio Pedro III Etapa, Pq. Res.
- Abílio Pedro IV Etapa, Pq. Res.
- Abílio Pedro V Etapa, Pq. Res.
- Adélia Cavicchia Grotta, Jd.
- Aeroporto 2, Distr. Ind.
- Aeroporto, Pq. Res.
- Agostinho F. Assis, Vl.
- Águas da Serra, Jd.
- Alexandre Janoski, Cond.
- Alto Capela, Jd. Res.
- Alto da Graminha, Jd. Res.
- Alto do Flamboyant, Jd. Res.
- Alto dos Laranjais, Jd. Res. Com.
- Alto Lago, Res.
- Alvorada, Cond. Res.
- Alvorada, Jd.
- Ana Clara, Jd.
- Anavec
- Anhanguera, Distr. Ind.
- Anhanguera, Jd.
- Anita, Vl.
- Antonieta, Ch.
- Antônio Brigato, Res.
- Antônio Simonetti I, Jd. Res.
- Antônio Simonetti II, Jd. Res.
- Antônio Simonetti III, Jd. Res.
- Antônio Simonetti IV, Jd. Res.
- Antônio Simonetti V, Jd. Res.
- Aquárius, Jd.
- Arruda, Jd.
- Attuale, Res.
- Avenida, Jd. Pq.
- Bandeirantes, Jd.
- Barão de Limeira, Jd.
- Barão de Souza Queiroz, Jd.
- Bartolomeu Grotta, Jd.
- Bela Vista, Jd.
- Belinha Ometto, Pq. Res.
- Boa Esperança, Jd.
- Boa Vista da Graminha, Ch.
- Boa Vista, Ind.
- Boa Vista, Jd.
- Bragotto, Vl.
- Brasil, Jd.
- Busch, Vl.
- Caieira, Jd.
- Camargo, Vl.
- Campo Belo, Jd. Res.
- Campo Novo, Jd. Res.
- Campo Verde I, Jd.
- Campo Verde II, Jd.
- Campos Elíseos, Pq.
- Canaã, Jd.
- Castelar, Vl.
- Cavinato, Jd.
- Celina, Jd.
- Centreville, Pq.
- Centro
- Cidade Jardim, Vl.
- Cidade Universitária
- Cidade Universitária 2
- Cláudia, Vl.
- Colina Verde, Jd.
- Colinas de São João, Jd.
- Colinas do Engenho I, Res.
- Colinas do Engenho II, Res.
- Colonial, Jd.
- Conceição, Vl.
- Consoli, Jd.
- Costa Verde, Res.
- Cristovam, Vl.
- Dom Oscar Romeiro, Jd.
- Dr. João Batista Levy, Jd.
- Dr. José Luis Blumer, Cj. Hab.
- Dr. Olindo de Lucca, Cj. Res.
- Duas Barras, Ind.
- Egisto Ragazzo, Pq.
- Elite, Jd.
- Eliza Fumagalli, Vl.
- Ernesto Kuhl, Jd. Res.
- Esmeralda, Jd.
- Esteves, Jd.
- Esteves, Vl.
- Expedicionário Hipólito, Pq.
- Fascina, Vl.
- Fênix, Res.
- Fior, Vl.
- Flora, Jd. Res.
- Florença, Jd.
- Flores, Cj. Res. Pq. das
- Florisa, Res.
- Francesa, Vl.
- Gabriela, Res.
- Gioto, Vl.
- Girassóis, Res. dos
- Gleba Beatriz
- Glória, Jd.
- Glória, Vl. da
- Graminha, Jd. da
- Graminha II, Jd. Res.
- Graminha III, Jd. Res.
- Granja Machado, Jd. Res.
- Grêmio, Jd.
- Greville, Res.
- Guimarães, Jd. Res.
- Gustavo Picinini, Jd.
- Hipolyto, Pq.
- Hortência, Jd.
- Ibirapuera, Jd.
- Ilha de Bali, Res.
- Independência, Vl.
- Interlagos, Res.
- Ipanema, Jd.
- Ipês, Jd. dos
- Ipiranga, Jd.
- Itamaracá, Res.
- Itapema, Res.
- Jardins de Limeira, Res.
- Jequitibas, Jd. dos
- João Ometto, Pq. Res.
- José Cortez, Jd.
- Labaki, Vl.
- Lago Azul, Jd.
- Lago, Jd. do
- Lagoa Nova, Jd.
- Laranjeiras, Jd.
- Las Palmas, Res.
- Liberty, Cond. Res. Pq.
- Limeira K, Cond.
- Limeiranea, Jd.
- Limeiranea, Vl.
- London, Cond. Res. Pq.
- Los Alpes, Cond. Res. Pq.
- Luiz Regitano, Jd. Res.
- Manacá, Jd.
- Manoel Francisco, Cj. Hab.
- Manoel Simão Levy, Pq. Res.
- Marajoara, Res. Jd.
- Maria Buchi Modeneis, Jd.
- Maria Flora, Jd.
- Maria Helena, Jd.
- Mathias, Vl.
- Mediterrâneo, Jd.
- Mercedes, Jd.
- Monsenhor Rossi, Jd. Res.
- Monte Carlo, Jd.
- Montezuma, Jd.
- Morada das Acácias, Res.
- Morro Azul, Jd.
- Morro Branco, Jd.
- Nações, Pq. das
- Nereide, Jd.
- Nobreville, Res.
- Nossa Senhora das Dores I, Pq.
- Nossa Senhora das Dores II, Pq.
- Nossa Senhora das Dores III, Pq.
- Nossa Senhora de Fátima, Jd.
- Nossa Senhora do Amparo, Jd.
- Nova Conquista, Jd.
- Nova Europa, Jd.
- Nova Itália, Jd.
- Nova Limeira, Jd.
- Nova Suíça, Jd.
- Nova, Vl.
- Novo Bandeirantes
- Novo Horizonte, Jd.
- Novo Mundo, Pq.
- Odécio Degan, Jd.
- Olga Veroni, Jd.
- Orestes Veroni, Jd.
- Ouro Branco, Jd.
- Ouro Verde, Jd.
- Paineiras, Jd. das
- Palmeira Real, Res.
- Palmeiras, Jd.
- Palmira, Jd.
- Paraíso, Vl.
- Paulista, Jd.
- Paulista, Vl.
- Pérola, Jd.
- Piratininga, Jd.
- Piza, Jd.
- Piza, Vl.
- Planalto, Jd.
- Pompeo, Pq.
- Portal das Flores, Cj. Res.
- Portal das Rosas, Jd.
- Portal de São Clemente
- Porto Real I, Jd.
- Porto Real II, Jd.
- Porto Real III, Jd.
- Porto Real IV, Jd.
- Porto Real V, Jd.
- Prefeito S Fumagalli, Distr. Ind.
- Prefeito Virginio Ometto, Cj. Hab.
- Presidente Dutra, Jd.
- Primavera, Res. Jd.
- Primavera, Vl.
- Queiroz, Vl.
- Ragazzo, Pq.
- Real Park, Jd.
- Recanto Alvorada, Jd. Res.
- Recanto dos Pássaros
- Recanto Verde, Res.
- Regina Bastelli, Jd. Res.
- Rocha, Vl.
- Roland I, Pq. Res.
- Roland II, Pq. Res.
- Roland III, Pq. Res.
- Rosa Marrafon Lucas, Pq.
- Rosana, Vl.
- Roseira, Jd. Res.
- Rossi, Jd.
- Royal Palm, Res.
- Rubi, Pq. Res.
- Sabiás, Cond. Res. Pq. dos
- San Marino, Vl.
- Santa Adélia, Jd.
- Santa Amália, Jd.
- Santa Bárbara, Jd.
- Santa Catarina, Jd.
- Santa Cecília, Jd.
- Santa Clara, Res.
- Santa Eulalia, Jd.
- Santa Fé, Jd.
- Santa Josefa, Vl.
- Santa Lina, Vl.
- Santa Lúcia, Jd.
- Santa Lúcia, Vl.
- Santa Luiza, Jd.
- Santa Rosália, Vl.
- Santana, Jd.
- Santina Paroli Peccinini I, Jd. Res.
- Santina Paroli Peccinini II, Jd. Res.
- Santo André, Jd.
- Santo Expedito, Res.
- São Bento, Pq.
- São Francisco, Jd.
- São Geraldo, Vl.
- São João, Jd.
- São João, Vl.
- São José, Ch.
- São Lourenço, Jd.
- São Luiz, Jd.
- São Luiz, Vl.
- São Manoel, Jd.
- São Martino, Res.
- São Miguel, Res.
- São Paulo, Jd.
- São Pedro, Jd.
- São Rafael, Jd.
- São Roque, Jd.
- São Roque, Vl.
- São Simão, Jd.
- Senador Vergueiro, Jd.
- Solar, Vl.
- Sonia, Jd.
- Spazio Firenze, Res.
- Sthalberg, Pq. Res.
- Tancredo Neves, Res.
- Teixeira Marques, Vl.
- Terras de Santa Elisa, Jd.
- Terras de São Bento I
- Terras de São Bento II
- Vale das Flores, Vl. Res.
- Vanessa, Jd.
- Victor D'Andrea, Cj. Res.
- Victório Lucato, Jd. Res.
- Vila do Sol, Cond. Res.
- Village, Jd. Res.
- Villagio San Pietro
- Vista Alegre, Jd.
- Vitória, Jd.